# Scandinavian Cup w biegach narciarskich 2010/2011
Scandinavian Cup w biegach narciarskich 2010/2011 – kolejna edycja tego cyklu zawodów, zaliczana do Pucharu Kontynentalnego.

## Kobiety

### Kalendarz i wyniki
| Lp  | Data                                       | Miejscowość                                | Dystans                                    | 1. miejsce             | 2. miejsce             | 3. miejsce              |
| --- | ------------------------------------------ | ------------------------------------------ | ------------------------------------------ | ---------------------- | ---------------------- | ----------------------- |
| 1.  | 17 grudnia 2010                            | Savalen                                    | 10 km s. dowolnym                          | Marte Elden            | Heidi Weng             | Sara Svendsen           |
| 2.  | 18 grudnia 2010                            | Savalen                                    | Sprint s. dowolnym                         | Maiken Caspersen Falla | Hanna Brodin           | Heidi Weng              |
| 3.  | 19 grudnia 2010                            | Savalen                                    | 10 km s. klasycznym                        | Odwołany               | Odwołany               | Odwołany                |
| 4.  | 8 stycznia 2011                            | Torsby                                     | 10 km s. klasycznym                        | Vibeke Skofterud       | Maiken Caspersen Falla | Britt Ingunn Nydal      |
| 5.  | 9 stycznia 2011                            | Torsby                                     | 10 km s. dowolnym                          | Kristin Størmer Steira | Vibeke Skofterud       | Hilde Lauvhaug          |
| 6.  | 2 lutego 2011                              | Madona                                     | Sprint s. dowolnym                         | Kirsi Perälä           | Heidi Weng             | Mari Eide               |
| 7.  | 3 lutego 2011                              | Madona                                     | 10 km s. dowolnym                          | Hilde Lauvhaug         | Heidi Weng             | Britt Ingunn Nydal      |
| 8.  | 5 lutego 2011                              | Jõulumäe                                   | Sprint s. klasycznym                       | Triin Ojaste           | Heidi Weng             | Mari Eide               |
| 9.  | 6 lutego 2011                              | Jõulumäe                                   | 10 km s. klasycznym                        | Triin Ojaste           | Britt Ingunn Nydal     | Laura Ahervo            |
| 10. | 25 lutego 2011                             | Keuruu                                     | Sprint s. klasycznym                       | Kirsi Perälä           | Ella Gjømle Berg       | Kathrine Rolsted Harsem |
| 11. | 26 lutego 2011                             | Keuruu                                     | 10 km s. klasycznym                        | Heidi Weng             | Britt Ingunn Nydal     | Astrid Øyre Slind       |
| 12. | 27 lutego 2011                             | Keuruu                                     | 10 km s. dowolnym                          | Tuva Toftdahl Staver   | Heidi Weng             | Astrid Øyre Slind       |
|     | Puchar Skandynawski – klasyfikacja końcowa | Puchar Skandynawski – klasyfikacja końcowa | Puchar Skandynawski – klasyfikacja końcowa | Heidi Weng             | Britt Ingunn Nydal     | Astrid Øyre Slind       |

### Klasyfikacja generalna
| Lp. | Zawodnik               | Punkty |
| --- | ---------------------- | ------ |
| 1.  | Heidi Weng             | 630    |
| 2.  | Britt Ingunn Nydal     | 434    |
| 3.  | Astrid Øyre Slind      | 348    |
| 4.  | Laura Ahervo           | 304    |
| 5.  | Hilde Lauvhaug         | 264    |
| 6.  | Maiken Caspersen Falla | 242    |
| 7.  | Tuva Toftdahl Staver   | 216    |
| 8.  | Kirsi Perälä           | 200    |
| 9.  | Triin Ojaste           | 200    |
| 10. | Jennie Öberg           | 199    |

## Mężczyźni

### Kalendarz i wyniki
| Lp  | Data                                       | Miejscowość                                | Dystans                                    | 1. miejsce             | 2. miejsce         | 3. miejsce          |
| --- | ------------------------------------------ | ------------------------------------------ | ------------------------------------------ | ---------------------- | ------------------ | ------------------- |
| 1.  | 17 grudnia 2010                            | Savalen                                    | 15 km s. dowolnym                          | Roger Aa Djupvik       | Finn Hågen Krogh   | Snorri Einarsson    |
| 2.  | 18 grudnia 2010                            | Savalen                                    | Sprint s. dowolnym                         | Eirik Brandsdal        | Finn Hågen Krogh   | John Kristian Dahl  |
| 3.  | 19 grudnia 2010                            | Savalen                                    | 10 km s. klasycznym                        | Odwołany               | Odwołany           | Odwołany            |
| 4.  | 8 stycznia 2011                            | Torsby                                     | 15 km s. klasycznym                        | Martin Johnsrud Sundby | Eldar Rønning      | Mats Larsson        |
| 5.  | 9 stycznia 2011                            | Torsby                                     | 20 km s. dowolnym                          | Martin Johnsrud Sundby | Juha Lallukka      | Finn Hågen Krogh    |
| 6.  | 2 lutego 2011                              | Madona                                     | Sprint s. dowolnym                         | Hans Petter Lykkja     | Øyvind Gløersen    | Andreas Myran Steen |
| 7.  | 3 lutego 2011                              | Madona                                     | 15 km s. dowolnym                          | Tero Similä            | Lari Lehtonen      | Thomas Vestboe      |
| 8.  | 5 lutego 2011                              | Jõulumäe                                   | Sprint s. klasycznym                       | Kent Ove Clausen       | Antti Häkämies     | Vahur Teppan        |
| 9.  | 6 lutego 2011                              | Jõulumäe                                   | 15 km s. klasycznym                        | Karel Tammjärv         | Hans Petter Lykkja | Lari Lehtonen       |
| 10. | 25 lutego 2011                             | Keuruu                                     | Sprint s. klasycznym                       | Hans Petter Lykkja     | Pål Golberg        | Vahur Teppan        |
| 11. | 26 lutego 2011                             | Keuruu                                     | 15 km s. klasycznym                        | Finn Hågen Krogh       | Calle Halfvarsson  | Chris Jespersen     |
| 12. | 27 lutego 2011                             | Keuruu                                     | 15 km s. dowolnym                          | Chris Jespersen        | Finn Hågen Krogh   | Thomas Vestboe      |
|     | Puchar Skandynawski – klasyfikacja końcowa | Puchar Skandynawski – klasyfikacja końcowa | Puchar Skandynawski – klasyfikacja końcowa | Finn Hågen Krogh       | Hans Petter Lykkja | Øyvind Gløersen     |

### Klasyfikacja generalna
| Lp. | Zawodnik               | Punkty |
| --- | ---------------------- | ------ |
| 1.  | Finn Hågen Krogh       | 521    |
| 2.  | Hans Petter Lykkja     | 350    |
| 3.  | Øyvind Gløersen        | 257    |
| 4.  | Pål Golberg            | 232    |
| 5.  | Chris Jespersen        | 232    |
| 6.  | Kent Ove Clausen       | 230    |
| 7.  | Ole-Marius Bach        | 212    |
| 8.  | Calle Halfvarsson      | 207    |
| 9.  | Martin Johnsrud Sundby | 200    |
| 10. | Lari Lehtonen          | 175    |